# Лапінлагті
Лапінлагті (фін. Lapinlahti) — громада в провінції Північна Савонія, губернія Східна Фінляндія, Фінляндія. Загальна площа території — 1245,13 км, з яких 148,58 км² — вода.

## Демографія
На 31 січня 2011 в громаді Лапінлагті проживало 10389 мешканців: 5209 чоловіків і 5180 жінок.
Фінська мова є рідною для 98,98 % жителів, шведська — для 0,13 %. Інші мови є рідними для 0,88 % жителів громади.
Віковий склад населення:
- до 14 років — 16,39 %
- від 15 до 64 років — 62,79 %
- від 65 років — 21,04 %

Зміна чисельності населення за роками:
| Рік  | Чисельність |
| ---- | ----------- |
| 1980 | 11392       |
| 1990 | 11569       |
| 2000 | 11082       |
| 2010 | 10412       |
| 2011 | 10389       |

## Відомі уродженці і жителі
- Арсеній Гейккінен (нар. 1957) — єпископ Фінляндської архієпископії
- Югані Аго (1861–1921) — фінський письменник, журналіст, перекладач
- Пекка Галонен (1865–1933) — фінський художник
- Сарі Ессайя (рід. 1967) — фінська спортсменка, державний діяч